# Карбид бериллия
Карбид бериллия (англ. Beryllium carbide) — бинарное неорганическое химическое соединение бериллия и углерода с формулой Be2C.
Помимо карбида бериллия Be2С, которому посвящена эта статья, есть данные о получении карбида бериллия BeC2 в реакции ацетилена с бериллием при температуре 400°С.

## Описание
Карбид бериллия представляет собой окрашенные кристаллы, цвет которых может быть от янтарного до темно-коричневого в зависимости от содержания примеси углерода. Крупнокристаллический карбид на воздухе, даже влажном, весьма устойчив, но в порошкообразном состоянии во влажном воздухе быстро разлагается.

Обладает большой твердостью, большей, чем карбид кремния, и лишь немного уступающей твердости карбида бора и алмаза.
Карбид бериллия можно представить как производное метана. Подобные соединения могут образовывать лишь небольшие по размерам ионы, так для Мg2+ и Са2+ известны только производные ацетилена MgC2 и СаС2.

## Получение и свойства
Карбид бериллия Ве2С получают, нагревая порошкообразный бериллий с сажей до 1700°С в нейтральной атмосфере:

{\displaystyle {\mathsf {2Be+C\longrightarrow Be_{2}C}}}

Также он может быть получен путём взаимодействия оксида бериллия с углеродом при температуре выше 1500°С:

{\displaystyle {\mathsf {2BeO+3C\longrightarrow Be_{2}C+2CO}}}

## Химические свойства
Карбид бериллия довольно реакционноспособен. При 1000°С взаимодействует с азотом:

{\displaystyle {\mathsf {3Be_{2}C+2N_{2}\longrightarrow 2Be_{3}N_{2}+3C}}}

В атмосфере галогенов, за исключением иода, карбид бериллия переходит в галогенид, выделяя углерод:

{\displaystyle {\mathsf {Be_{2}C+2Cl_{2}\longrightarrow 2BeCl_{2}+C}}}

При взаимодействии с галогеноводородами образуются галогенид и метан:

{\displaystyle {\mathsf {Be_{2}C+4HCl\longrightarrow 2BeCl_{2}+CH_{4}}}}

Карбид бериллия медленно гидролизуется воде и разбавленными кислотами с выделением метана:

{\displaystyle {\mathsf {Be_{2}C+4H_{2}O\longrightarrow 2Be(OH)_{2}+CH_{4}}}}

{\displaystyle {\mathsf {Be_{2}C+2H_{2}SO_{4}\longrightarrow 2BeSO_{4}+CH_{4}}}}

В горячих концентрированных щелочах карбид бериллия растворяется с образованием бериллатов щелочных металлов и метана:

{\displaystyle {\mathsf {Be_{2}C+4NaOH\longrightarrow 2Na_{2}BeO_{2}+CH_{4}}}}

## Применение
Карбид бериллия может служить тугоплавким конструкционным материалом, так как в отсутствие влаги и кислорода не разлагается до 2100°С.

## Физиологическое действие
Карбид бериллия Be2C в больших концентрациях высокотоксичен. Является ирритантом. Как и многие другие соединения бериллия, очень опасен для окружающей среды.